# Gare de Kandy
La gare de Kandy est une gare qui dessert la ville de Kandy (124 500 habitants), la plus grande ville du centre du Sri Lanka. Elle est exploitée par Sri Lanka Railways, la compagnie ferroviaire nationale du Sri Lanka.